# Bogda
Bogda je obec v župě Timiș v Rumunsku. Žije zde 448 obyvatel. Součástí obce je i pět okolních vesnic.

## Části obce
- Bogda – 94 obyvatel
- Altringen – 45 obyvatel
- Buzad – 154 obyvatel
- Charlottenburg – 126 obyvatel
- Comeat – 13 obyvatel
- Sintar – 16 obyvatel